# Львівський завод автонавантажувачів
Львівський завод автонавантажувачів (ПАТ «Львівський завод автонавантажувачів») — промислове підприємство Львова.

## Історія

### 1948—1991
24 квітня 1948 року Рада Міністрів СРСР прийняла постанову «Про організацію масового виробництва автонавантажувачів для механізації вантажно-розвантажувальних робіт на транспорті та в промисловості», згідно з якою у 1948 році, була перекрита вулиця Залізнична і на місці колишніх казарм імені ерцгерцога Сальватора та гаражів війська польського був побудований та введений у експлуатацію Львівський завод автонавантажувачів. Істотну допомогу у створенні заводу надали Горьківський автомобільний завод та Куйбишевський завод підшипників. Вже у 1949 році завод розпочав серійний випуск продукції.
У 1950 році завод розпочав випуск автонавантажувача моделі 4000М.
У 1951 році завод розпочав серійний випуск 5-тонного навантажувача під індексом 4003.
У 1957 році завод освоїв гідрокран ЛЗАН-4030 вантажопідйомністю 500 кг, що встановлювався на шасі ЗІЛ-164, а згодом і ЗІЛ-130

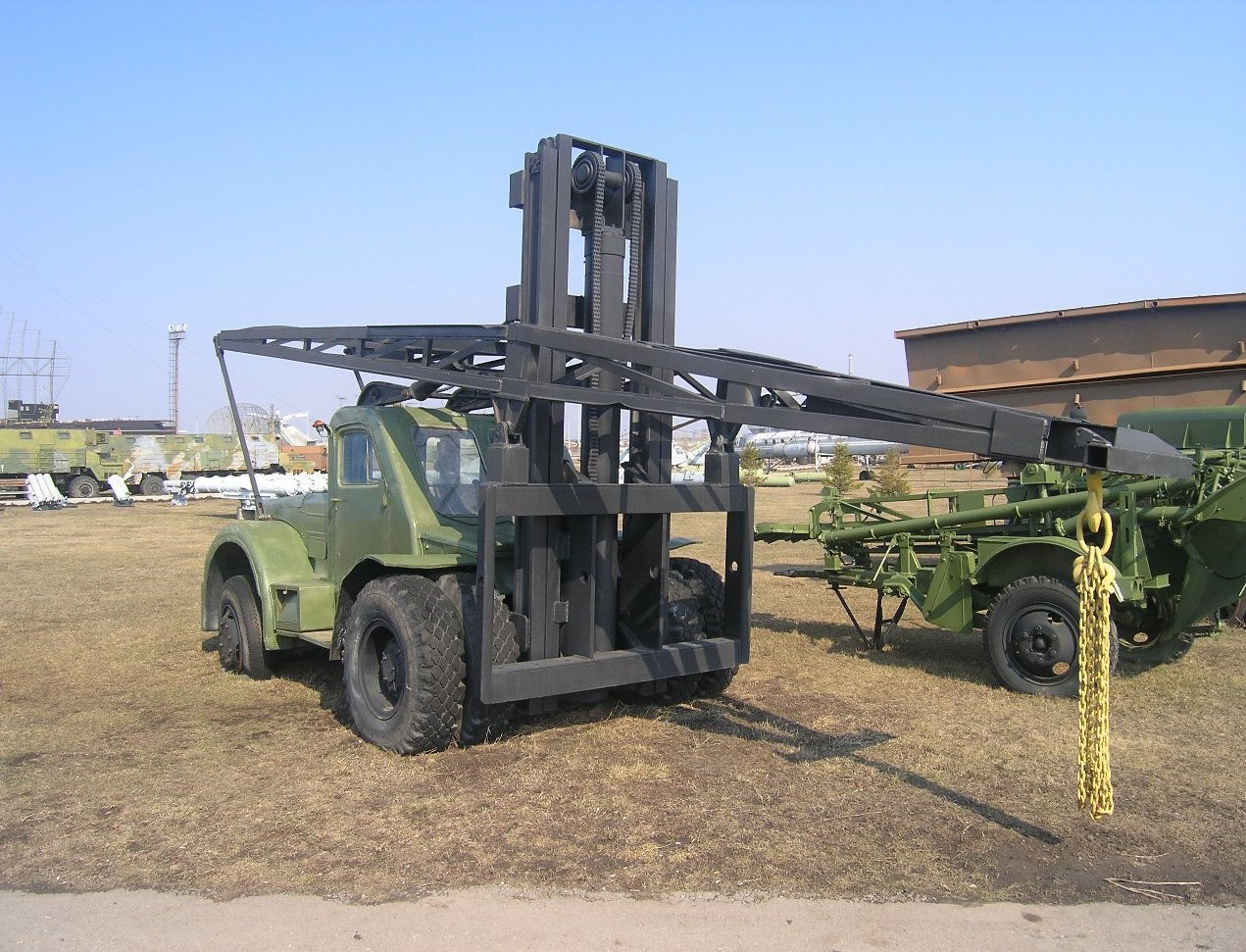
ЛЗА 4008

У 1960-ті роки завод освоїв випуск важких 10-тонних автонавантажувачів серії 4008.
З 1962 року та до середини 1980-х років завод паралельно з Іванівським автокрановим заводом випускав компактний військовий кран моделі 8Т-210 для потреб МО СРСР, вантажопідйомністю 6,3 т на шасі Урал-375.
У 1966 році робітник заводу М. Г. Вахула за участь у освоєнні та випуску нових моделей автонавантажувачів та дострокове виконання завдань 7-го п'ятирічного плану став Героєм Соціалістичної Праці.
У 1972 році почалася реконструкція підприємства.
У зв'язку з розширенням соціологічних досліджень, для соціального розвитку колективу при ГСКБ заводу було створено галузевий центр з групою психологів, який виконував дослідження за кількома напрямками (основними напрямками роботи були «Удосконалення соціальної структури колективу», «Удосконалення управління трудовим колективом», «Підвищення оплати праці та поліпшення соціально-культурних та житлово-побутових умов робітників та службовців», «Поліпшення умов та охорони праці, зміцнення здоров'я трудящих»).
У 1973 році Львівська та Ульянівська області почали соціалістичне змагання за дострокове виконання 9-го п'ятирічного плану. У результаті, протягом 1973 року завод понад плану виготовив 85 автонавантажувачів. Протягом 1974 року завод щодня випускав 50 автонавантажувачів. У 1974 році виробнича кооперація заводу пов'язувала його зі 123 іншими підприємствами з 11 республік СРСР.
Тільки у період із заснування заводу до кінця 1974 року робочими та співробітниками заводу було зроблено понад 200 раціоналізаторських пропозицій, при цьому деякі з пропозицій та розробок заводу (пристосування для шліфування внутрішньої поверхні циліндра за допомогою шарикопідшипників, пристосування для шліфування чавунних сферичних виробів та ін.) були впроваджені на інших підприємствах.
До 1975 року автонавантажувачі, що випускались заводом, використовувались у 26 країнах світу.
Після введення в дію нових виробничих потужностей у 1970-ті роки, завод став основним виробником автонавантажувачів у соціалістичних країнах, були досягнуті максимальні обсяги виробництва — 20 тисяч автонавантажувачів на рік.
У 1979 році завод став головним підприємством львівського виробничого об'єднання «Автонавантажувач».
До 1980 року завод мав повний комплекс заготівельних, обробних, складальних та допоміжних цехів, освоїв випуск 3-10-тонних автонавантажувачів та гідрокранів (при цьому, більшість деталей виготовлялося на предметно-замкнутих спеціалізованих ділянках, із застосуванням прогресивних методів механічної обробки, автоматичного та напівавтоматичного зварювання).
У 1980 році на заводі почалося створення автоматизованої системи керування виробництвом.

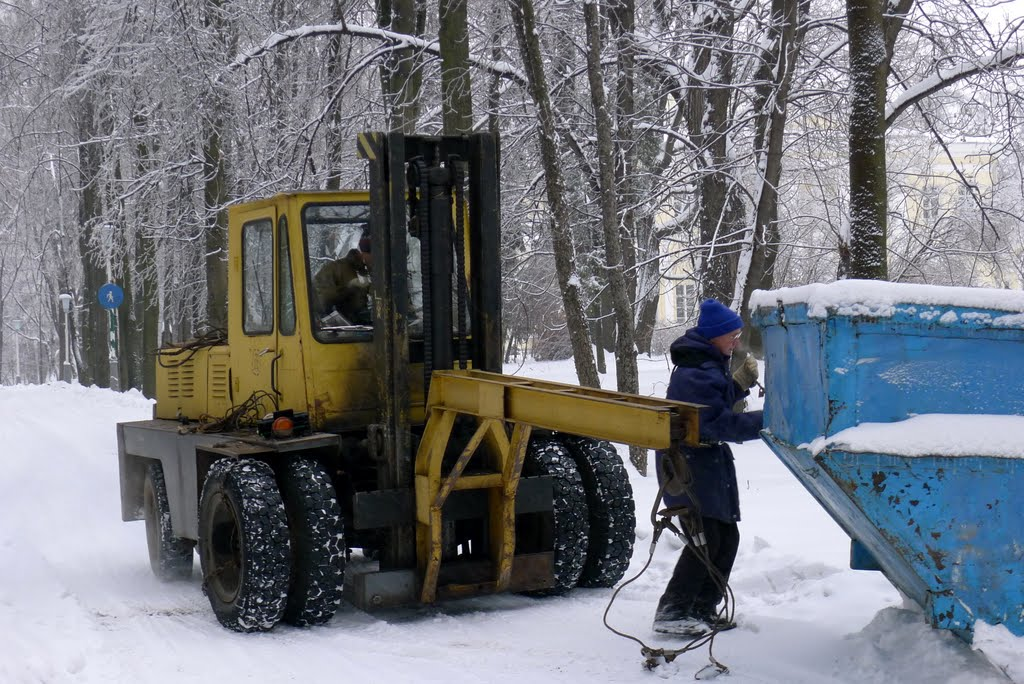
ЛЗА 40810

До початку 1988 року у доповнення до 5-тонного навантажувача серії 4085 завод освоїв серійне виробництво 12,5-тонного фронтального універсального автонавантажувача серії 4018.
До кінця 1980-х років на заміну сімейства автонавантажувачів серії 4085 були розроблені автонавантажувачі 4088 вантажопідйомністю 5 тонн, 6,3 тонни та 7 тонн. До 1989 року на заводі була побудована перша дослідна партія автонавантажувачів 4088 у кількості 5 машин, які були спрямовані у дослідну експлуатацію. Оскільки автонавантажувачі створювались за програмою виробничої кооперації підприємств СРСР з країнами РЕВ, у їх конструкції використовувалися двигуни Д-240 Мінського тракторного заводу та гідрооб'ємний рульовий механізм болгарського виробництва.
У 1991 році завод представив модель 4092-01 вантажопідйомністю 2 тонни та модель 4094 вантажопідйомністю 1,6 тонн.

### Після 1991
Після 1991 року завод був перетворений у закрите акціонерне товариство та суттєво скоротив випуск продукції (якщо за радянських часів обсяги виробництва становили близько 12 тис. автонавантажувачів на рік, то у 1999 році було випущено 250 автонавантажувачів), проте зумів освоїти малосерійне виробництво нових модифікацій та моделей продукції. В цілому, в період з початку діяльності заводу у 1948 році до початку листопада 2000 року завод освоїв виробництво 30 видів автонавантажувачів.
У 2000 році завод було визнано банкрутом, виробництво переміщено зі Львова на резервний майданчик за містом у смт. Шкло, і його наступником стало ЗАТ «Автонавантажувач», яке у травні відновило виробництво, вийшовши до кінця року на випуск 70 одиниць на місяць.
У 2007 році становище підприємства погіршилося, розмір збитків заводу збільшився у 1,9 рази.
У 2010 році по відношенню до ЗАТ «Автонавантажувач» було порушено справу про банкрутство за позовом районного пенсійного фонду, і у кінці 2012 року підприємство було визнано банкрутом.
У січні 2008 року Фонд державного майна України ухвалив рішення про продаж державного пакету акцій заводу та у липні 2008 року — розпочав підготовку до продажу, проте до початку 2012 року продати їх не вдалося. У січні 2012 року ФДМУ знову виставив на продаж 57,39% акцій заводу.
Упродовж 2006—2011 років деякі цехи колишнього заводу розібрали, а частину вулиці, що проходила через його територію, відкрили для руху.
4 вересня 2012 року набрав чинності закон України «Про індустріальні парки», відповідно до якого Львівська міська рада виділила для створення індустріального парку земельну ділянку площею 25 га у межах промислової зони «Рясне-2» (на цій ділянці розташовані завод «Автонавантажувач» та інші великі промислові підприємства).